# Siófok
Siófok (germană: Fock; latină: Fuk) este un oraș în districtul Siófok, județul Somogy, Ungaria, având o populație de 25.446 de locuitori (2011). 

## Demografie
Componența etnică a orașului Siófok
     Maghiari (94,06%)
     Germani (2,31%)
     Romi (2,08%)
     Necunoscut (0,72%)
     Alții (0,83%)
Componența confesională a orașului Siófok
     Romano-catolici (39,25%)
     Fără religie (11,68%)
     Reformați (7,53%)
     Luterani (1,83%)
     Atei (1,44%)
     Necunoscută (37,83%)
     Alte religii (1,44%)
Conform recensământului din 2011, orașul Siófok avea 25.446 de locuitori. Din punct de vedere etnic, majoritatea locuitorilor (94,06%) erau maghiari, existând și minorități de germani (2,31%) și rromi (2,08%). Apartenența etnică nu este cunoscută în cazul a 0,72% din locuitori. Nu există o religie majoritară, locuitorii fiind romano-catolici (39,25%), persoane fără religie (11,68%), reformați (7,53%), luterani (1,83%) și atei (1,44%). Pentru 37,83% din locuitori nu este cunoscută apartenența confesională.